# Remarka

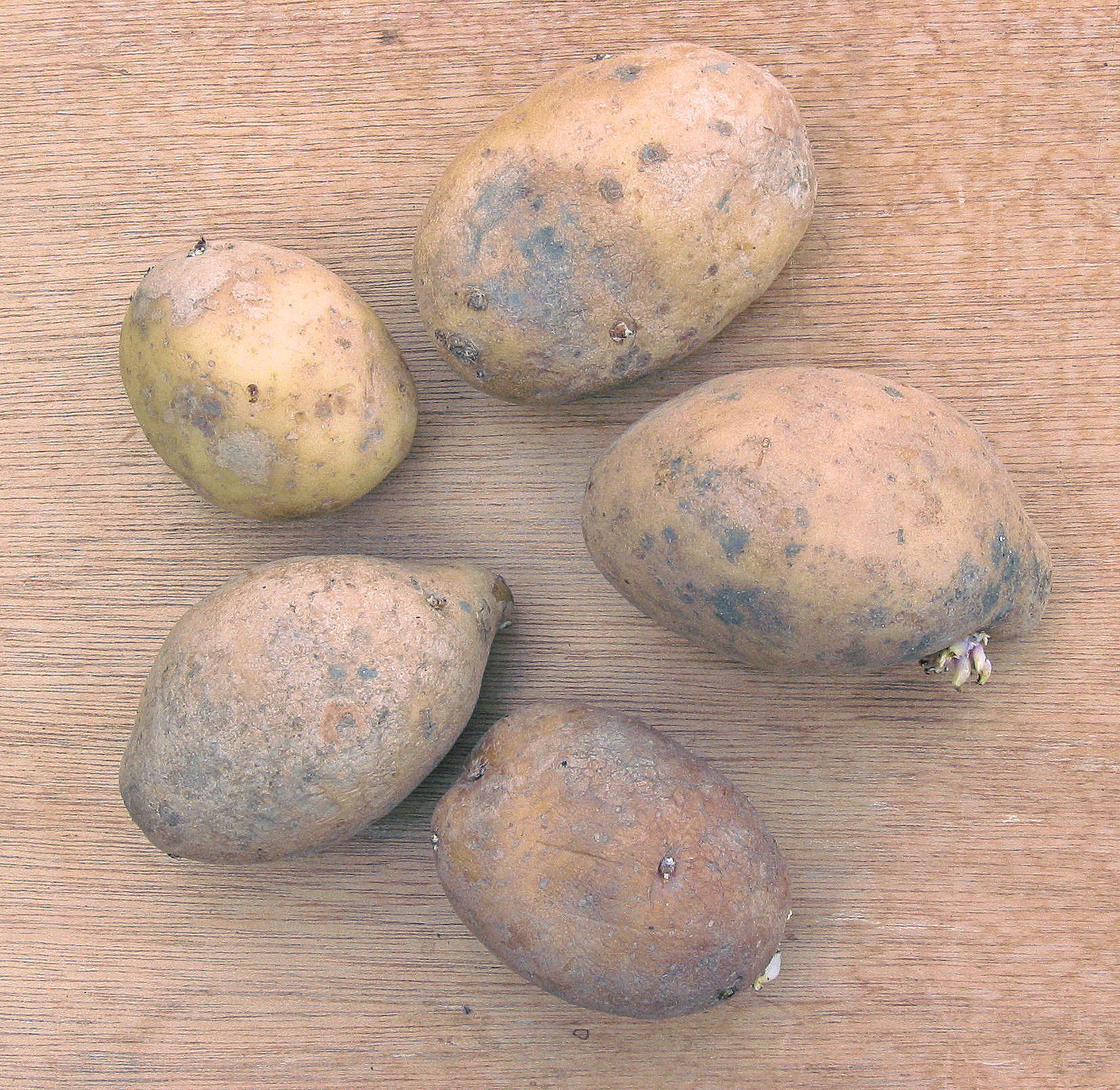
Remarka eind maart met zilverschurft

Remarka is een vrij laat rijpend, geelschillig consumptieaardappelras, die ontstaan is uit de kruising Edzina × SVP AM 66-42. Het ras is gewonnen door E.Kramer c.s. te Lauwerzijl en heeft in 1991 kwekersrecht verkregen.
Het is in de kook een melige, iets vaste aardappel. De knollen zijn ovaal van vorm en de vleeskleur is lichtgeel. De bloemen hebben een witte kleur.

## Ziekten
Het ras is middelmatig vatbaar voor de aardappelziekte in het loof. De knol heeft zeer weinig last van deze ziekte. Remarka is resistent tegen het pathotype A van aardappelmoeheid en is vrij sterk vatbaar voor schurft en vatbaar voor fysio 1 van de wratziekte. Verder is het ras zeer weinig vatbaar voor het A-virus en weinig gevoelig voor de virusziekte kringerigheid, maar vrij sterk vatbaar voor de virusziekte bladrol.